# Christian Nielsen (professor)
 For alternative betydninger, se Christian Nielsen. (Se også artikler, som begynder med Christian Nielsen)
Christian Nielsen er en dansk professor og tidligere institutleder ved Aalborg Universitet. 
Christian Nielsen arbejder i spændingsfeltet mellem forretningsmodel design og præstationsmåling, herunder i relation til vækstskabelse og kommercialisering af innovationer. Han interesserer sig rigtig meget for forretningsudvikling, hvad enten det er forskningsmæssigt, hands on eller i bestyrelseslokalet.
Efter et meget offentligt forløb om brug af universitetsmidler forlod Nielsen sammen med sektionsleder Morten Lund jobbet som institutleder i  sommeren 2023.